# Terremoto della Turchia e dell'Iran
Gli eventi sismici della Turchia e dell'Iran del 2020 hanno avuto luogo nella regione iraniana dell'Azerbaigian Occidentale (al confine con la Turchia).

## Eventi sismici
La prima scossa è avvenuta alle ore 9:23:01 dell'ora locale (6:53:01 UTC+2) del 23 febbraio 2020 con un magnitudo 5.7, causando nove vittime in Turchia, di cui quattro bambini. La seconda scossa è avvenuta nel pomeriggio dello stesso giorno, alle 16:00:31  (13:00:31 UTC+2) dell'ora locale, con magnitudo 6.0 poco distante dall'epicentro del precedente, non causando vittime.
L'area nella quale si sono verificati i danni più significativi si estende dalla città di Van, nella Turchia orientale, a Khoy, in Iran. Oltre ai nove morti in Turchia 66 persone sono rimaste ferite, e circa 1.000 edifici sono rimasti distrutti in Turchia, e molti altri danneggiati in 43 villaggi in Iran. Altre 75 persone sono state riportate ferite in Iran, mentre la seconda scossa di Mw 6.0 non ha causato vittime o feriti.

### Analisi geo-sismologica
Secondo le analisi fatte dalla ANSS, dalla KOERI e dalla IRSC la prima scossa ha avuto l'epicentro ad una profondità di 10 km (secondo la ANSS), 8 km (secondo la KOERI) o di 6 km (secondo la IRSC). La seconda scossa, invece, ha avuto l'epicentro ad una profondità di 10 km (secondo la ANSS), 5 km (secondo la KOERI) o 12 km (secondo la IRSC).